# Ctenosaura palearis
Espèce
Statut de conservation UICN

 EN A4acd; B1ab(i,ii,iii,iv,v); C2a(i) : En danger
Statut CITES
Ctenosaura palearis est une espèce de sauriens de la famille des Iguanidae.

## Répartition
Cette espèce est endémique du Guatemala. Elle se rencontre dans le bassin du río Motagua.

## Publication originale
- Stejneger, 1899 : Description of a new species of spiny-tailed iguana from Guatemala. Proceedings of the United States National Museum, vol. 21, n. 1151, p. 381-383 (texte intégral).